# الأثر البيئي لحرب الخليج الثانية
الأثر البيئي لحرب الخليج الثانية واجهت دول الخليج العربي خصوصا الكويت والعراق الكارثة البيئية الأكثر تحطيما بسبب سلوك الحكومة العراقية في ذلك الوقت الذي كانت السبب الرئيسي لحروب الخليج العربي. نظرا إلى أنها تعتبر سابقة في تاريخ المنطقة فإن بيئة الخليج العربي أصبحت في حالة سيئة وتأثر أيضا المدنيين من هذه الحروب التي جلبت العديد من الاضطرابات الجسدية والنفسية للمدنيين.

## الحروب
- حرب الخليج الأولى: وقعت بين العراق وإيران في الفترة من سبتمبر 1980 إلى أغسطس 1988 حيث قتل مئات الآلاف.
- حرب الخليج الثانية: في عام 1991 غزا العراق الكويت مدعيا أن الكويت كانت جزءا من العراق وأن الكويت يسرق النفط العراقي ونتج عن هذه الحرب عملية عاصفة الصحراء التي هزم فيها صدام حسين. كانت هذه الحرب أصغر من سابقتها بكثير وكان لها تأثير على البيئة.
- غزو العراق: في أبريل 2003 غزا الحلفاء العراق. هذه الحرب كانت أصغر بكثير من الحرب الأولى والثانية ولكن الأمن تدهور بعد ذلك.[1] كان لهذه الحرب أيضا تأثير على البيئة.

## التأثير
بعض الناس يعتقدون أن الضحية الأولى من الحرب دائما هي البيئة وصحة الإنسان. الحروب تتسبب في وقوع الكارثة البيئية وتقتل أحيانا الملايين من الناس وتجعلهم يعانون من المرض. كان لهذه الحروب أيضا الآثار البيئية والصحية. أشخاص آخرين يتفقون مع السيناتور الأمريكي حيرام جونسون أن «الضحية الأولى للحرب هي الحقيقة».

### البيئة
وفقا لتقرير موقع إيلاف فإن حرب الخليج الثانية هي إحدى أسباب سوء الأحوال الجوية في دول الخليج العربي. تطبيق القذائف ذات رؤوس اليورانيوم المنضب في الكويت والعراق لوثت الصحراء العربية وأقسامها.
بعد حرب الخليج الأولى زاد امتصاص ملوثات الهواء إلى 705 في المئة في بغداد التي هي أكثر من 887 في المئة من الموصى بها من قبل منظمة الصحة العالمية. بالإضافة إلى ذلك ففي حرب الخليج الثانية تسببت حرائق آبار النفط الكويتية في مشكلة عالمية وخطر على البشر. ارتفع الدخان إلى مسافة 1-4 كيلومتر عاليا وحجبت الشمس في الكويت. الدخان وصل إلى الإمارات العربية المتحدة وإيران. ذكرت بعض الدول مثل تركيا وسوريا وأفغانستان بأن السماء أمطرت مطر أسود.
في 21 يناير 1991 فتحت القوات العراقية صمامات في الخليج العربي لإطلاق ما بين أربعة وأحد عشر مليون برميل نفط في البحر. يقدر خبراء كويتيون أن تسرب النفط أدى إلى تكون 200 بحيرة. تبخر النفط من هذه البحيرات الذي من المتوقع أن يخلق رواسب كثيفة من النفط. سيتم استيعاب هذه المخلفات عن طريق الصحراء مما تسبب في أضرار غيبية. فيما يتعلق بهذه فإن صحة الإنسان والمياه الجوفية كانت في وضع قاتل. ما هو أكثر من ذلك فإن عدد من الحيوانات المائية والطيور نقص بشكل كبير حيث تم تقديره فيما بين 100 ألف و230 ألف طير مائي و100 من الثدييات قتلوا.
سلوك الجيش العراقي كان له تأثير مدمر على التربة في منطقة الخليج العربي. تسرب النفط من الآبار المشتعلة اختلط مع الحصى مكون طبقة جديدة على سطح الصحراء تسمى طبقة القار الصلبة بعمق تسعة أقدام. كل الحياة النباتية تحت هذه الطبقات توفيت ومن المستحيل للنباتات أن تنمو هناك. ومع ذلك يعتقد العلماء أن الامتناع عن القضاء على هذه الطبقات سيشكل كثبان رملية تحت طبقة القار الصلبة التي تتسبب في تحركها وتدمير كل شيء في طريقها.

### الصحة
تسببت حروب الخليج في مشاكل صحية خطيرة في الدول العربية في الخليج العربي. هذه هي المشاكل الصحية الأكثر شيوعا هنا.

#### السرطان

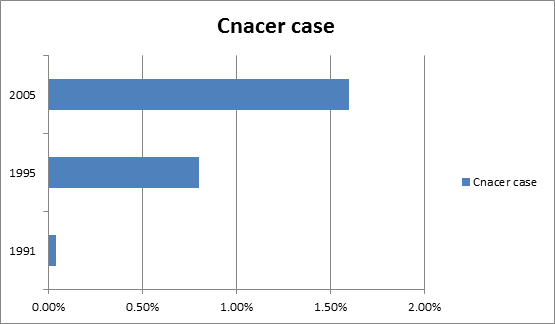
إحصائية حول حالة سرطان في العراق.

وفقا لمقال صحفي فإن السبب الرئيسي لهذا العدد المتزايد من مرضى السرطان والعيوب الخلقية هي يورانيوم منضب والأسلحة العسكرية في العراق. تشير الإحصاءات الرسمية حسب الصورة المرفقة إلى زيادة حادة في العصر الحاضر من حالات السرطان في العراق. إلا أن العدد الفعلي أعلى بكثير وأنه يمكن أن يكون الضعف بسبب تسرب من مراكز الأبحاث والمستشفيات الخاصة. أيضا لم يكن الكثير من الناس يبلغون عن حالتهم المرضية. بعد حرب الخليج الأولى فإن العديد من الأطباء يعتقدون أن التلوث الناجم عن الحرب ربما كان السبب في زيادة حادة في معدل الإصابة بالسرطان في الكويت.
في عام 1995 انتشر مرض اضطراب الكرب التالي للصدمة النفسية في 27% من الكويتيين منهم 86% من البالغين. 66% من أولئك الذين تم تشخصيهم بالمرض لا يزالون يحلمون بالكوابيس عن بعض أحداث الحرب. بالإضافة إلى ذلك فإن الكثير من الأولاد يحلمون أحلام مختلفة عن صدام حسين يحاول قتلهم أو يحاول إيذاء عائلاتهم. أجريت مقابلات مع عدد من الأسر المتضررة لصالح فيلم وثائقي. صبي رأى والده يتم تعذيبه ثم يقتل على يد الجنود العراقيين. بعد فترة فقد هذا الصبي القدرة على الكلام. ضحية متضررة أخرى عانت من صعوبة في الكلام لأن الجنود العراقيين أجبروها على مشاهدة ابنيها الاثنين يقتلان من قبل القوات العراقية.
لاحظ الدكتور حداد وزملاؤه زيادة حادة في العيوب الخلقية والعقم في الفلوجة بعد أن تعرضت للقصف من قبل الأميركيين. أصبحت الفلوجة لديها أعلى معدل من الضرر الوراثي في عدد السكان في جميع الأطفال. ولد لحد الآن أطفال برأسين أو عين واحدة أو مشاكل في الجهاز العصبي. قال العلماء أن المعدل أسوأ أربعة عشر مرة من هيروشيما.
يعتقد كثير من العلماء أن اليورانيوم المنضب هو السبب الرئيسي لظهور الأمراض الجديدة في الكلى والرئتين والكبد والانهيار الكلي لنظام المناعة. بالإضافة إلى ذلك لوحظ أن عدد حالات الإجهاض هي الأعلى في المنطقة المزدحمة بالعمليات العسكرية. العائلات تخشى أن تنجب أطفال. علاوة على ذلك بسبب حرب الخليج الثانية فإن العديد من الأمراض الجديدة تنتشر في المنطقة. أيضا ازدادت أمراض الجهاز التنفسي الفظيعة.

## الوقاية والعلاج
تتعاون الدول العربية في الخليج العربي لتنظيف الخراب ومنع الفوضى في المستقبل. هذا القسم من التقرير يذكر ما تم تنظيفه والوقاية في المستقبل.
على مدى العقد الماضي كان غواصين كويتيين متطوعين مشغولين في تنظيف قاع البحر. تم انتزاع مدفعين وسبع قذائف وقد تم هذا العمل بالمشاركة مع الوزارة حسب قول وليد الشطي رئيس الاتحاد الكويتي للغوص. بالإضافة إلى ذلك من الشائع أن تجد السلاحف في شباك الصيد. ما هو أكثر من ذلك كانت شركة أرامكو السعودية إحدى أكبر المساهمين في عملية التنظيف. توفر الدعم لفرق الاستجابة النفطية الأخرى. تم توزيع معدات ومواد حماية. علاوة على ذلك شارك العديد من موظفي أرامكو السعودية في فرق المتطوعين لتنظيف قاع البحر.
أنشأت الهيئة الملكية في الجبيل برنامجا جديدا لمراقبة تسرب النفط أو أي مواد كيميائية أخرى. بالإضافة إلى ذلك فإنه أجريت دراسة حول إمكانية تسرب النفط وكيف يمكن وقفه في حالة الطوارئ. أيضا قامت أرامكو السعودية بوضع خطة لتخزين معدات مكافحة التلوث إضافية والسفن. علاوة على ذلك أهتمت أرامكو السعودية بتدريب موظفيها لمواجهة مشاكل مماثلة باستخدام نفس الآلات التي سيتم استخدامها في حالة التسرب النفطي.